# Montchenu

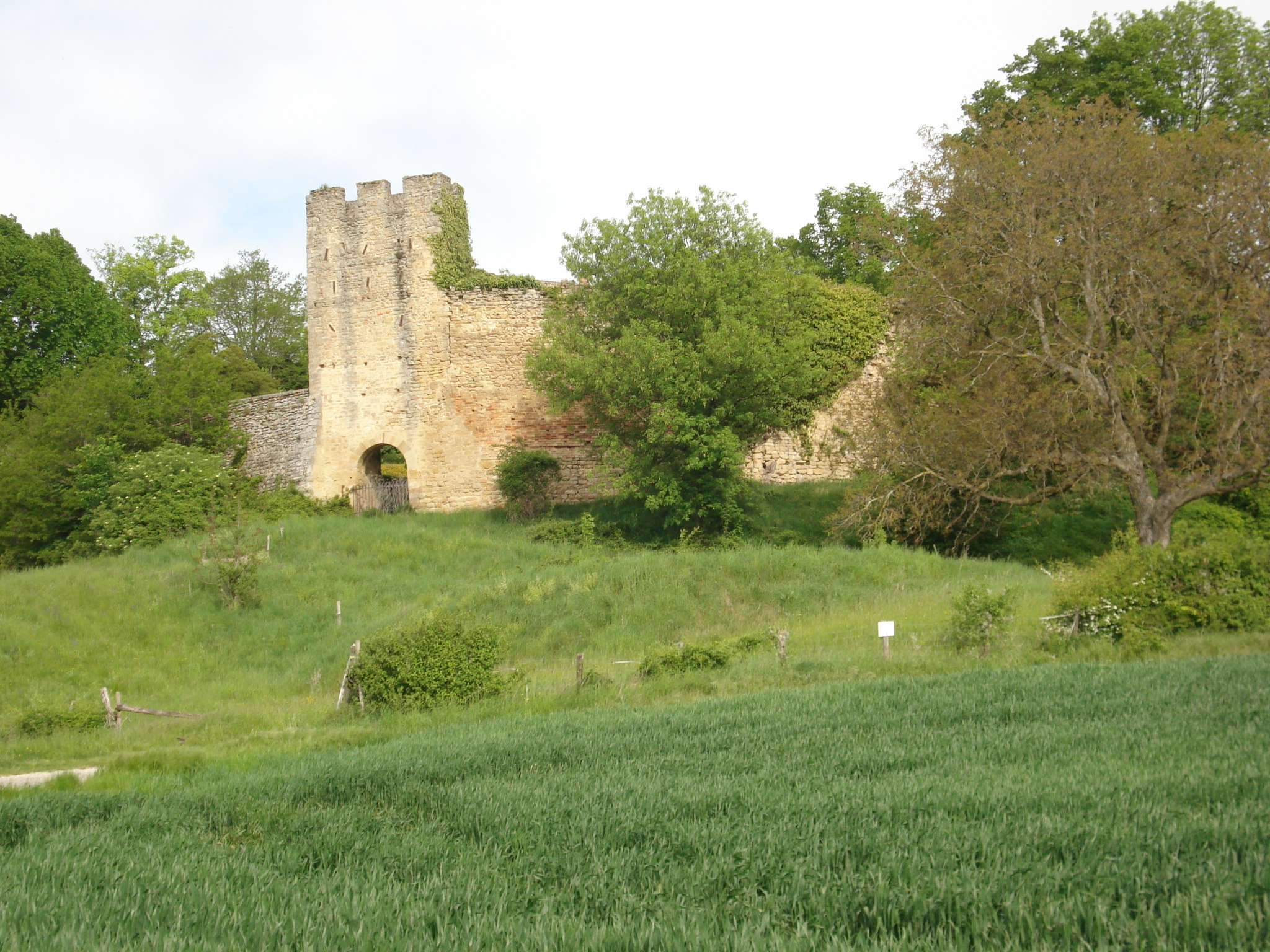
Ruiny zamku w Montchenu, 2008

Montchenu – miejscowość i gmina we Francji, w regionie Owernia-Rodan-Alpy, w departamencie Drôme.
Według danych na rok 1990 gminę zamieszkiwało 389 osób, a gęstość zaludnienia wynosiła 24 osoby/km² (wśród 2880 gmin regionu Rodan-Alpy Montchenu plasuje się na 1244. miejscu pod względem liczby ludności, natomiast pod względem powierzchni na miejscu 700.).